# Skot Glen
Teodor Skot Glen (engl. Theodore Scott Glenn; 26. januar 1939, Pitsburg, Pensilvanija, SAD) je američki glumac najpoznatiji po ulozi Džeka Kroforda u trileru Kad jaganjci utihnu (1991).

## Spoljašnje veze
- Skot Glen на веб-сајту  (језик: енглески)